# 阿尔蒂格卢唐
阿尔蒂格卢唐（法語：Artigueloutan，法語發音：[aʁtiɡlutɑ̃]）是法国大西洋比利牛斯省的一个市镇，属于波城区。

## 地理
阿尔蒂格卢唐（43°16'30"N, 0°14'46"W）面积8.12 平方千米，位于法国新阿基坦大区大西洋比利牛斯省，该省份为法国东南部省份，涵盖了贝阿恩与北巴斯克，西临大西洋比斯開灣，北至朗德省，东北接热尔省，东临上比利牛斯省，南与西班牙接壤。
与阿尔蒂格卢唐接壤的市镇（或旧市镇、城区）包括：昂端、昂加伊斯、博尔德、努斯蒂、乌斯、桑代茨、利芒杜斯。

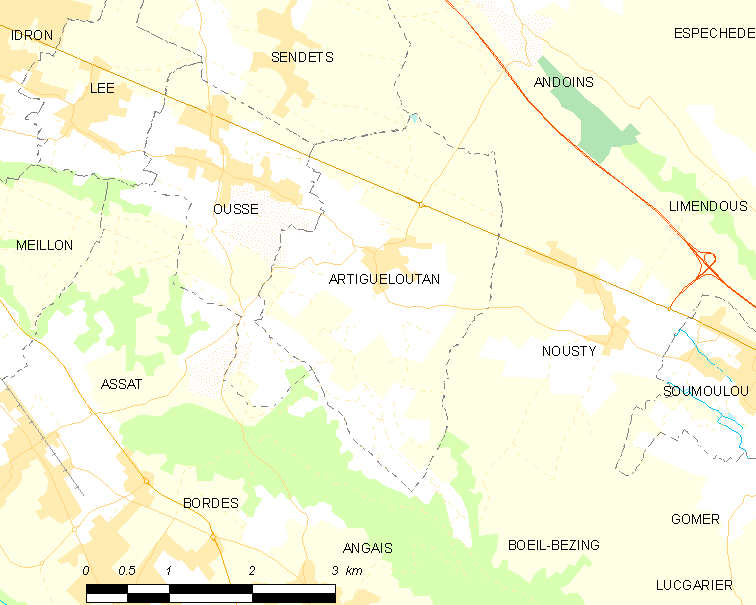
阿尔蒂格卢唐的OSM定位图

阿尔蒂格卢唐的时区为UTC+01:00、UTC+02:00（夏令时）。

## 行政
阿尔蒂格卢唐的邮政编码为64420，INSEE市镇编码为64059。

## 政治
阿尔蒂格卢唐所属的省级选区为莫尔拉斯与蒙塔内雷斯地区县。

## 人口

1962-2008年间阿尔蒂格卢唐人口变化图示

阿尔蒂格卢唐于2022年1月1日时的人口数量为1100人。